# Peter T. O'Brian
Peter Thomas O'Brien (6 novembre 1935) è un biblista e presbitero australiano.

## Biografia
Convertitosi alla religione anglicana a diciannove anni, O'Brien ha conseguito la licenza in teologia al Moon Theological College di Sydney e il Bachelor of Divinity all'Università di Londra. Successivamente ha perfezionato i suoi studi all'Università di Manchester, dove ha conseguito il Ph.D nel 1971. Dopo avere insegnato in India al Biblical Theological Seminary a Yavatmal, O'Brien è ritornato in Australia ed ha avuto l'incarico di lettore al Moon Theological College, dove ha svolto la sua carriera diventando successivamente direttore del dipartimento di Nuovo Testamento e vice direttore del College. Nel 2000 si è ritirato dall'insegnamento ed è stato nominato professore emerito. O' Brien è stato ordinato prete anglicano ed è incardinato nella diocesi anglicana di Sydney. 
O'Brien è sposato e dalla moglie Mary ha avuto quattro figli.

## Libri pubblicati

### Come autore
- Introductory Thanksgivings in the Letters of Paul, E.J. Brill, 1977
- Colossians – Philemon, Word Books, 1982
- The Epistle to the Philippians: a commentary on the Greek text, New International Greek Testament Commentary, Eerdmans, 1991
- Gospel and Mission in the Writings of Paul: an exegetical and theological analysis, Baker Academic, 1995
- The Letter to the Ephesians, Eerdmans, 1999
- Con Andreas J. Köstenberger (coautore), Salvation to the Ends of the Earth: a biblical theology of mission, Apollos & InterVarsity Press, 2001
- The Letter to the Hebrews, Eerdmans, 2010
- God Has Spoken in His Son: a biblical theology of Hebrews, Apollos & InterVarsity Press, 2016

### Come curatore editoriale
- Con D. A. Carson & Mark A. Seifrid, Justification and Variegated Nomism: Vol 1: The Complexities of Second Temple Judaism, Baker Academic, 2001
- Con D. A. Carson & Mark A. Seifrid, Justification and Variegated Nomism: Vol 2: The Paradoxes of Paul, Baker Academic, 2004